# Hunzelbach
Der Hunzelbach ist ein 11⁄2 km langer Waldbach im Pfälzerwald in der Waldexklave Edesheimer Wald der Ortsgemeinde Edesheim im rheinland-pfälzischen Landkreis Südliche Weinstraße, der nach nordöstlichem Lauf von rechts in den Helmbach mündet.

## Geographie

### Verlauf
Der Hunzelbach entspringt auf etwa 377 m ü. NHN etwa 0,4 km nordwestlich des Birkenkopfes (455,5 m ü. NHN) einer Quelle in einer wenig oberhalb einsetzenden Waldtalmulde. Bach und die flache Waldkuppe gehören zur selben, etwa 14 km nordwestlich vom am Rand der Haardt zur linken Oberrheinischen Tiefebene liegenden Ort Edesheim entfernten Waldexklave  Edesheimer Wald. Der Bach fließt im umgebenden Wald beständig nordostwärts und mündet nach 1,5 km langem Lauf auf etwa 231 m ü. NHN von rechts in den mittleren Helmbach, etwa 0,9 km flussaufwärts des Forsthauses Frechental.
Der Hunzelbach hat keine Zuflüsse.

### Einzugsgebiet
Der Hunzelbach hat ein 0,9 km² großes Einzugsgebiet, das völlig bewaldet und unbesiedelt im Nordostteil des Edesheimer Waldes liegt und naturräumlich zum Unterraum Mittlerer Pfälzerwald des Pfälzerwaldes gehört. Es grenzt im Süden und Westen an das Einzugsgebiet des größeren Grobsbachs, der oberhalb, und im Südwesten an das des näheren Frechenbachs, der unterhalb in den Helmbach mündet. Das Gebiet ist Teil des großen Naturparks Pfälzerwald.